# (3195) Fedchenko
(3195) Fedchenko est un astéroïde de la ceinture principale.

## Description
(3195) Fedchenko est un astéroïde de la ceinture principale. Il fut découvert le 8 août 1978 à Naoutchnyï par Nikolaï Tchernykh. Il présente une orbite caractérisée par un demi-grand axe de 2,91 UA, une excentricité de 0,06 et une inclinaison de 0,9° par rapport à l'écliptique.

## Compléments